# Mezzoforte (dynamiek)

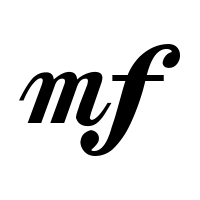
Aanduiding van mezzoforte in een muziekstuk

Mezzoforte is een Italiaanse muziekterm voor dynamiek waarmee aangegeven wordt dat de speler matig luid of sterk moet spelen. In uitgeschreven partijen wordt mezzoforte aangegeven met een mf (altijd in een vette cursieve schreefletter), onder de te spelen partij (of bij een op twee balken per regel genoteerde partij zoals voor piano) tussen de balken.
Een nog sterkere, luidere vorm van mezzoforte is forte, geschreven als f. De luidste vorm is fortissimo possibile, wat dan weer geschreven wordt als fff.